# Borostyán Mihály
Borostyán Mihály, (Sajószentpéter, 1956. szeptember 17. – Eger, 2005. szeptember 6.) válogatott labdarúgó, csatár.

## Pályafutása

### Klubcsapatban
1975 és 1989 között 372 bajnoki mérkőzésen szerepelt és 84 gólt szerzett.

### A válogatottban
1979 és 1982 között 5 alkalommal szerepelt a válogatottban. Négyszeres olimpia válogatott (1979), 12-szeres utánpótlás válogatott (1975–82).

## Sikerei, díjai
- Magyar bajnokság
  - 3.: 1978–79
- Magyar kupa (MNK)
  - győztes: 1977, 1980, 1986
  - döntős: 1981

## Statisztika

### Mérkőzései a válogatottban
| Magyarország | Magyarország         | Magyarország                   | Magyarország  | Magyarország | Magyarország  | Magyarország       | Magyarország | Magyarország |
| #            | Dátum                | Helyszín                       | Hazai         | Eredmény     | Vendég        | Kiírás             | Gólok        | Esemény      |
| ------------ | -------------------- | ------------------------------ | ------------- | ------------ | ------------- | ------------------ | ------------ | ------------ |
|              | 1979. május 30.      | Miskolc-Diósgyőr, DVTK-stadion | Magyarország  | 3 – 0        | Románia       | olimpiai selejtező | -            | 34'          |
| 1.           | 1979. szeptember 12. | Nyíregyháza                    | Magyarország  | 2 – 1        | Csehszlovákia | barátságos         | -            |              |
| 2.           | 1979. szeptember 26. | Bécs, Práter-stadion           | Ausztria      | 3 – 1        | Magyarország  | barátságos         | -            |              |
| 3.           | 1979. október 17.    | Debrecen, Nagyerdei stadion    | Magyarország  | 3 – 1        | Finnország    | Eb-selejtező       | -            | 46'          |
|              | 1979. október 31.    | Wrocław                        | Lengyelország | 1 – 0        | Magyarország  | olimpiai selejtező | -            |              |
|              | 1979. november 14.   | Miskolc-Diósgyőr, DVTK-stadion | Magyarország  | 2 – 0        | Lengyelország | olimpiai selejtező | -            |              |
|              | 1979. november 24.   | Miskolc-Diósgyőr, DVTK-stadion | Magyarország  | 3 – 0        | Csehszlovákia | olimpiai selejtező | -            |              |
| 4.           | 1982. szeptember 22. | Győr, Rába ETO Stadion         | Magyarország  | 5 – 0        | Törökország   | barátságos         | -            | 46'          |
| 5.           | 1982. október 6.     | Párizs, Parc des Princes       | Franciaország | 1 – 0        | Magyarország  | barátságos         | -            | 85'          |
|              | Összesen             |                                |               | 5            | mérkőzés      |                    | 0            | gól          |